# Cochlostoma georgi
Cochlostoma georgi is een slakkensoort uit de familie van de Megalomastomatidae. De wetenschappelijke naam van de soort is voor het eerst geldig gepubliceerd in 1906 door A.J. Wagner.